# Zombie Powder
Zombie Powder (ゾンビパウダ?, Zonbi Paudā) è un manga incompiuto e opera prima dell'autore giapponese Tite Kubo.
Zombie Powder è stato serializzato in Giappone a partire dal 1999, ed è composto da 27 capitoli (raccolti in 4 volumi a partire dal febbraio 2000) pubblicati sulla rivista Weekly Shōnen Jump prima della sua cancellazione. Secondo la nota nella copertina del terzo tankōbon, l'autore era in uno stato di forte trauma emozionale, che può essere una causa della sospensione della serie. Un'altra causa possibile fu il basso numero di lettere degli appassionati, che gli editori a volte usano come calibro della popolarità nell'industria dei manga. In Italia, il fumetto è stato pubblicato da Panini Comics nella collana Planet Manga tra marzo e giugno 2011 a cadenza mensile.

## Storia e ambientazione
Zombie Powder è ambientato in un western futuristico, simile all'ambientazione di Trigun. La storia inizia nel 716 A.E.
Molti dei personaggi nel manga sono "Powder Hunters" (Cacciatori di Polvere), alla ricerca della leggendaria "Zombie Powder" (Polvere di Zombie). Essa può riportare in vita i morti e rendere immortali, allo stesso modo della pietra filosofale. Tuttavia, per ottenere la polvere di zombie bisogna collezionare i dodici Anelli della Morte, che usano l'energia vitale di qualsiasi cosa che vive per generare la Polvere di Zombie. Se un anello viene mangiato da un essere umano, questo cadrà in coma. A causa della brusca interruzione del manga, l'aspetto della Polvere di Zombie rimane sconosciuta, anche se probabilmente assomiglia ad una polvere bianca che forma un cranio, i cui occhi blu emettono una luce.

## Capitoli diZombie Powder
| Nº | Titolo italiano Giapponese 「Kanji」 - Rōmaji | Data di prima pubblicazione | Data di prima pubblicazione |
| Nº | Titolo italiano Giapponese 「Kanji」 - Rōmaji | Giapponese                  | Italiano                    |
| 1  | D.I.B.A [Death In a Black Arm] - M.I.B.N. [Morte In un Braccio Nero] | 2 febbraio 2000             | 17 marzo 2011               |
| 1  | Capitoli - Track. 1 / Il ragazzo e il braccio destro nero - Track. 2 / Baptism of Fire - Battesimo del Fuoco - Track. 3 / Smith - Track. 4 / Shakin' Edges & Smokin' Barrels - Limiti Tremanti & Barili Fumanti - Track. 5 / Face Behind the Mask - Faccia Dietro alla Maschera - Track. 6 / Deceiving Jet Joe - Ingannando Joe di Getto - Track. 7 / Blackfired - Fuoconerato |                             |                             |
| 2  | Can't Kiss The Ring [Of The Dead.] - Non Posso Baciare L'Anello [Dei Morti] | 4 aprile 2000               | 30 aprile 2011              |
| 2  | Capitoli - Track. 8 / Search & Bangaway - Cercare & Strimpellare - Track. 9 / Tripod of Justice - Treppiedi della Giustizia - Track. 10 / Wolfina (Has No Lips for Tell You) - Wolfina (Non Ha Labbra Per Dirti) - Track. 11 / ROCKER & MYSTIC - ROCKER & MISTICO - Track. 12 / The Ring Of The Dead (tu divori il mio amore) - L'Anello Dei Morti (tu divori il mio amore) - Track. 13 / Birdcage evergreen - Gabbia per uccelli evergreen - Track. 14 / killercircus. - circoassassino. - speciale: episodio autoconclusivo / ULTRA UNHOLY HEARTED MACHINE - MACCHINA CON UN CUORE ULTRA PROFANA |                             |                             |
| 3  | Pierce Me Standing[In The Firegarden] - Infilzami In Piedi[Nel Giardino di fuoco] | 2 giugno 2000               | 21 maggio 2011              |
| 3  | Capitoli - Track. 15 / DIVISIONS - DIVISIONI - Track. 16 / FLAMEDIVER - TUFFATORE NEL FUOCO - Track. 17 / La iena sta chiamando (Craze & Triggerhappy) - La iena sta chiamando (Impazzisci & Grilletto facile) - Track. 18 / Birdcage evergreen X append selfdemonizer mix. - Mix della gabbia per uccelli evergreen e l'autodemonizzatore. - Track. 19 / excoriated the Black Butterfly - la Farfalla Nera escoriata - Track. 20 / Can't Howl My Innerjesus - Il Mio Gesù Interno Non Può Ululare - Track. 21 / No Hesitate, No Fear - speciale: episodio autoconclusivo / Urara la kokumashi     |                             |                             |
| 4  | Walk This Nameless Way/Like a ZOMBIE/ - Percorri Questa Via Senza Nome/Come uno ZOMBIE/ | 4 agosto 2000               | 16 giugno 2011              |
| 4  | Capitoli - Track. 22 / lay your heart on me - appoggia il tuo cuore su di me - Track. 23 / CageBreaker 3 - RompiGabbia 3 - Track. 24 / But still livin' under the Sky. - Ma vivo ancora sotto il Cielo. - zombiepowdersnow. - zompiepowderneve. - Track. 25 / BADFINGER: BITCHANGEL - BADFINGER: ANGELOSTRONZO - Track. 26 / beLIEve. - Credi. - Track for cut down / The Nameless Way - La Via Senza Nome - speciale: episodio autoconclusivo / BAD SHIELD UNITED - UNIONE SHIELD CATTIVO - zombiepowderextra / sleeping with vertigo. - dormendo con le vertigini.                               |                             |                             |

## Personaggi

### Principali
Gamma Akutabi (芥火ガンマ?, Akutabi Ganma)
Il protagonista, Gamma è un cacciatore di polvere di 22 anni. Ha una placca di metallo che gli copre la mano, il braccio, e che si estende inoltre fino al collo e sulla guancia destra. Combatte con una chainsword ed è esperto nel Karin Zanjutsu (letteralmente tecnica di Taglio dell'Anello di Fuoco), un'arte che ha imparato nell'est. In 2.000 anni della sua storia soltanto 15 persone ne hanno acquistato la padronanza. In media occorrono 32 anni per avere padronanza di questa tecnica, tuttavia Gamma riesce ad utilizzarla solo dopo 4 anni. Coloro che ne acquistano la padronanza sono circondati da una fiamma nera di morte. Queste fiamme permettono a chi le utilizza di realizzare attacchi speciali con la sua spada come creare catene di fuoco, e delle ali dal suo corpo. Gamma è inoltre l'ultimo erede del Karin Zanjutsu. Cerca la Polvere di Zombie per l'immortalità, per motivi a noi sconosciuti. Come cacciatore di polvere, Gamma una taglia di 960.000.000 Niit sulla sua propria testa. Inoltre sembra avere una certa relazione con una donna in nero (che compare soltanto negli ultimi capitoli del manga); il suo nome è rivelato da Tasha come Tatena, di cui la tomba si trova nella parte posteriore della casa di Nazna Gemini.
John Elwood Shepherd (ジョン・エルウッド・シェパード?, Jon Eruuddo Shepādo)
Un ladro di 13 anni che combatte usando dei coltelli. Dopo che il negozio della sua famiglia venne distrutto, si unì ad un gruppo di banditi, conosciuti come "Grey Ants" per trovare i soldi per curare il cuore malato della sorella, Sheryl Ann. Tuttavia Elwood lascia il gruppo di banditi, quando il capo di questi, Kinqro Mujata, uccide sua sorella. Così Elwood desidera usare la Polvere di Zombie per riportarla in vita. Ci si riferisce a lui solitamente come "Elwood". Viene abbandonato da Smith e da Gamma alla fine quarto volume. C.T. Smith afferma che Elwood assomiglia a un giovane Gamma.
C.T. Smith (C.T.スミス?, C.T. Sumisu)
Il membro più misterioso del gruppo, Smith è un tiratore scelto che si veste come un banchiere londinese, anche se ricorda di più un commesso. È il socio di Akutabi Gamma. Per ingannare i suoi nemici, a volte combatte Gamma quasi al punto di ucciderlo. C.T. Smith porta una borsa da avvocato che si va ad aggiungere al suo look da "banchiere". Per quale motivo stia cercando la Polvere dello Zombie non ci è stato rivelato. Anche la sua età è un mistero. Le lettere C.T. del suo nome hanno un certo significato. Le sue parole preferite sono "Quarta Misura".
Wolfgangina Lalla Getto (ウルフィーナ?, Urufīna)
Ci si riferisce a lei solo come "Wolfina"; una "giornalista della giustizia" dalle misure alquanto abbondanti. Usa il suo "Tripode della giustizia" come arma. Scrive articoli su dei criminali e con grande successo ne ha distrutti molti. Sta cercando di salvare suo fratello Emilio, che è stato divorato da un Anello della Morte. Nell'ultimo capitolo del manga, si è offerta per pagare l'operazione per il fratello. Il pagamento sta nel sottoporsi per un anno agli esperimenti chirurgici di Nazna.

### Minori
Emilio Lufas Getto
Il giovane fratello di Wolfina. È entrato in coma da quando aveva trovato casualmente un Anello della Morte quando aveva otto anni. Ora ne ha sedici e l'anello lo sta mangiando lentamente. Nell'ultimo capitolo pubblicato del manga, Nazna ed i suoi assistenti stavano cominciando a realizzare un'operazione per rimuovere l'anello.
Ranewater Calder
Uomo sadico che è a capo del Ash Daughter gang. Usa la "phenixsamin", una droga immaginaria per mantenersi lontano dalla vecchiaia. Assomiglia ad un ragazzo dalle fattezze femminili. Cerca la Polvere dello Zombie per diventare immortale ed invincibile. Utilizza una spada come arma. È abbastanza narcisista.
Baragne Binoix Bartoreuil Balmunk
Capo di un gruppo di banditi denominato "Khorosho", Balmunk è uno psicopatico, mago che vanta il titolo di "Mystic." Balmunk è un amante dello svago, e viaggia intorno al mondo con uno strano gruppo circense. La sua frase favorita è "Khorosho" ("buono" in Russo), ma per qualche motivo tutto ciò che dice è in francese. Lo spelling del suo nome inoltre rievoca il francese. Ama infliggere punizioni quando i membri del suo gruppo fanno un errore. Anche se li sottopone a torture inimmaginabili, ma per qualche motivo i membri del suo gruppo sembrano ammirarlo. Il suo hobby è raccogliere cassettine di musica.
Nazna Gemini
È la sgradevole direttrice del Laboratorio Gemini. È una scienziata e un chirurgo estremamente esperta con un temperamento odioso. Ha una lunga storia con Gamma. Nazna inoltre sembra avere un certo rapporto con la "donna in nero" chiamata Tatena, di cui la tomba si trova nella parte posteriore del suo laboratorio.
Angelle Belle Rose Cooney
Una ragazza a volte imbranata ma saggia. È innamorata di Gamma, che ha incontrato nei Laboratori Gemini. Forse come conseguenza degli esperimenti nel laboratorio, è una forte combattente.
Amantine
Un mostro che Balmunk ha creato dal suo braccio destro.